# Brief van Judas
De brief van Judas (vaak kortweg Judas genoemd) behoort tot de algemene zendbrieven in het Nieuwe Testament van de Bijbel. De brief is geschreven in het Koinè-Grieks in een korte en krachtige stijl. Er wordt op dringende wijze een beroep gedaan op de lezers.

## Structuur
Het werk is opgebouwd als een echte brief, al is deze niet gericht aan een specifieke persoon of kerk. De brief opent met het noemen van de afzender en de geadresseerden (v. 1). Hierna volgt de traditionele zegenwens (v. 2). De kern van de brief staat in de verzen 3 tot en met 23. Daarna wordt afgesloten met een doxologie, niet met afsluitende groeten en eschatocol.
De kern van de brief is opgebouwd uit drie delen:
- 3-4: aanleiding van de brief en het onderwerp;
- 5-19: kern van het betoog;
- 20-23: vermaningen aan de lezers en afsluiting.

## Stijlkenmerken
Terwijl de structuur eenduidig en duidelijk is, kenmerkt de tekst zich door twee stijlkundig-inhoudelijke eigenschappen:
1. Bepaalde delen van de brief zijn uiterst polemisch van karakter (vooral 8, 10, 12), waardoor de brief als "hard" kan worden beschouwd.[1] Juist deze polemische, scherpe toon stond een liturgische toepassing van de brief in de weg: de brief wordt zelden opgenomen in kerkelijke leesprogramma's, zoals de jaarlijkse leescyclus van de Katholieke kerk, waarin alleen de verzen 17, 20-25 zijn opgenomen voor de lezing op de zaterdag van de achtste week.
2. Daar staat tegenover dat de briefschrijver beschikte over een hoge mate van taalvaardigheid, een aspect dat al door Origenes werd geprezen en ook door hedendaags onderzoek wordt bevestigd,[2] vooral wanneer de brief wordt beschouwd vanuit retorisch gezichtspunt.[3] Het buitengewoon hoge taalkundig-stilistische niveau blijkt uit de rijkdom van de woordenschat en de doelbewuste plaatsing van theologische kernbegrippen. Deze zijn als een fijnmazig net over de tekst gelegd en ondersteunen de doelstelling van de brief wezenlijk.

## Inhoud
De brief is geadresseerd aan de christenen in het algemeen. Het hoofdthema van de brief vinden we in de verzen 20-23: een oproep om vast te houden aan het geloof zoals de apostelen dat doorgegeven hebben. De dwaalleraars in de gemeente die er een andere leer op nahouden, namelijk dat Gods genade zo groot is dat zij de redding van Jezus niet nodig hebben, zullen veroordeeld en gestraft worden. De auteur onderbouwt dit in vers 5-19 met verwijzingen naar onder andere Bileam, Sodom en Gomorra en een aantal gebeurtenissen uit buitenbijbelse Joodse geschriften, zoals het Eerste boek van Henoch.

### Overeenkomst met 2 Petrus
In Judas 3-18 komen enkele verzen sterk overeen met 2 Petrus 1:5 en 2:1-18. Dit suggereert dat een van beide schrijvers kennis heeft gehad van het werk van de ander. Doordat deze brief korter is nemen de meeste theologen aan dat Judas de bron is waar de schrijver van 2 Petrus gebruik van maakte. Een tegenargument is dat 2 Petrus de komst van dwaalleraars aankondigt, terwijl Judas de vervulling van deze aankondiging meldt. Judas haalt 2 Petrus 3:3 letterlijk aan en zegt dat het de woorden van de apostelen zijn.

## Auteurschap en canoniciteit
De schrijver duidt zichzelf aan als "Judas, dienaar van Jezus Christus en broer van Jakobus". In de evangeliën worden Jakobus en Judas genoemd als broers van Jezus. Het is dan ook waarschijnlijk dat met Judas in deze brief een broer van Jezus bedoeld is. De "bescheidenheid" dat hij zich dienaar van Jezus noemt en niet broer, heeft het vermoeden gevoed dat de brief een pseudepigraaf is.

De inleiding op de tekst in de Nieuwe Bijbelvertaling zegt hierover:

Over de authenticiteit van de brief bestaan verschillende opinies. Sommigen menen dat de brief inderdaad geschreven is door Judas, de broer van Jezus. Volgens hen is de brief tussen ongeveer 50 en 60 n.Chr. ontstaan. Anderen betogen echter dat de in de brief beschreven situatie op een latere ontstaanstijd wijst, namelijk het eind van de eerste of het begin van de tweede eeuw. In dat geval is het niet waarschijnlijk dat de brief van de hand van Jezus’ broer is, maar zou hij zijn van iemand die met de naam van Judas zijn betoog gezag wilde verlenen. Waar de brief is geschreven is niet bekend.

De inhoud van de brief kan moeilijk worden gerijmd met de 'Galileeër' Judas en wel om de volgende redenen:
- De nadruk op het "eens voor altijd overgeleverde geloof" (v. 3), de verwijzing naar door de apostelen vroeger gezegde woorden (v. 17) naast de Joodse overlevering (v. 14, 15).
- De manier waarop tegen "dwaalleraren" wordt gesproken, doet vermoeden dat de brief ná de apostelen is geschreven.
- De auteur schrijft goed Koinè[9] en is bekend met de Septuaginta en Joods-hellenistische werken.[10]

Per hoofdstroming heerst over de persoon van Judas de volgende opvatting:
- Een aantal protestantse theologen nam/neemt aan dat Judas de (half)broer van Jezus was;
- De Rooms-Katholieke Kerk gelooft, zoals voor het eerst verwoord door Sint Hiëronymus, dat Judas een neef van Jezus was, een zoon van Clopas, de broer van Jozef of van Maria;
- De Orthodoxe Kerk ziet Judas als een stiefbroer van Jezus, die geboren is uit een eerder huwelijk van Jozef; hij wordt aangeduid als 'halfbroer', maar deze aanduiding is bedoeld in overdrachtelijke zijn als teken van genegenheid en niet als bloedverwant.
- Een lokale traditie in Oost-Syrië identificeert Judas met de apostel Tomas, hen bekend als Judas Tomas, een broer van Jezus.

### Plaats en tijd van ontstaan
Hoewel de aard van de toespelingen op het Oude Testament, citaten uit niet-canonieke boeken als het Eerste boek van Henoch en het gebruik van de autoriteit van Judas, een schrijver met een Joods-christelijke achtergrond doen vermoeden, kan een zeer ruim gebied in aanmerking komen als plaats waarin de brief geschreven is. Syrië wordt veel genoemd, maar ook Klein-Azië in het algemeen komt voor. Er zijn geen argumenten om definitief te zeggen waar de brief geschreven is.
De datering van het werk hangt uiteraard af van wie als auteur wordt beschouwd. Als het inderdaad een broer van Jezus was (of een andere Judas in zijn naaste omgeving), wordt aan een jaartal als 70 gedacht of iets later. Als men de hypothese accepteert dat het werk onder een pseudoniem is geschreven, wordt een datering tussen 80 en 100 gehanteerd. Latere datering wordt nog weinig voorgesteld.

### Canoniciteit
De oudste verwijzing naar Judas als canoniek is die in de Canon Muratori uit het laatste kwart van de tweede eeuw. Uit het feit dat Athanasius van Alexandrië de brief noemde in zijn Paasfeestbrief (367) blijkt dat de brief breed werd beschouwd als canoniek. Alleen in de Syrische kerk bleef de brief - met de tweede brief van Petrus en de tweede en derde brief van Johannes - omstreden tot in de zesde eeuw en ontbreekt veelzeggend in de Peshitta, totdat de brief voor het eerst in de in 507 / 508 ontstane Philoxeniana van Philoxenus van Mabbug opduikt.
Ondanks deze vroege, wijdverbreide acceptatie is het opnemen van de brief in de canon van het Nieuwe Testament feitelijk "een van de historisch meest verbazingwekkende fenomenen" in de geschiedenis ervan. Binnen deze canon vormt de brief samen met die van Jakobus een eigen tak, die naast (of: in tegenstelling tot) de paulinische brieven, de synoptische en johannitische de pluraliteit van de canon bewijst en daarmee de blijvende oriëntatie op het "'Jeruzalemse', dat wil zeggen Palestijns-Joodse begin van het christendom hooghoudt".